# Соснин, Александр Тимофеевич
Соснин Александр Тимофеевич (1896—?) — советский слесарь, работник завода Онежец, проработал на заводе более 45 лет. Депутат Верховного Совета СССР. Был избран в III и IV созыв Верховного Совета СССР.

## Биография
Еще до революции 1917 года четырнадцатилетним пареньком пришел на завод слесарь Александр Тимофеевич Соснин. Трудно пришлось молодому рабочему. Первое время работал подручным квалифицированных рабочих, выполнял тяжелые подсобные работы.
Только врожденная любознательность и настойчивость помогали рабочему самостоятельно изучить свою любимую профессию. Ничего не упускал— присматривался к приемам работы высококвалифицированных слесарей, изучал литературу слесарного дела. Он был направлен на курсы мастеров и бригадиров. За его плечами большой производственный опыт. Не раз приглашали его, опытного слесаря, мастера своего дела за пределы своей республики Карелия помочь, отремонтировать ту или иную машину.
Слесаря высокой квалификации Соснина Александра Тимофеевича не раз принимали за инженера.
За свою долгую, полную труда и забот, жизнь Александр Тимофеевич обучил слесарному делу целые бригады. Он подготовил 30 человек высококвалифицированных слесарей по сборке двигателя внутреннего сгорания. Слесарей-одиночек выучил не менее 3-х десятков.

## Награды
- Передовик производства
- Значок отличника социалистического соревнования Наркомлеса СССР